# Кочубеевское
Кочубе́евское — село в Ставропольском крае России. Административный центр Кочубеевского муниципального округа.

## География
Село расположено на левом берегу реки Кубани, в 45 км южнее краевого центра города Ставрополя, в 10 км северо-западнее города Невинномысска, в степной зоне. Железнодорожная станция Богословская на участке Армавир-Ростовский — Невинномысская Кавказского железнодорожного хода.
Село прилегает к автомобильной дороге федерального значения Р-217 «Кавказ».
Площадь поселения: 141,96 км².

## История
Село Ольгинское было названо в честь дочери царя Ольги, владевшей землями этой территории.
Рядом с Ольгинским располагалась железнодорожная станция Богословская. Она была названа в честь села Богословского (ныне Балахоновское), которое в то время располагалось недалеко от неё. Жители этого села не допустили строительство железной дороги около своего села. Строители были вынуждены перенести её. Для окультуривания местного населения на территорию сёл Ольгинского и Великокняжеского в 1866 году были переселены несколько семей немецких колонистов, а также семьи русских поселенцев из долины реки Хопра. Спустя три года — в 1869 году, немецкая колония переселилась в село Великокняжеское, располагавшееся в 10 км, а в село Ольгинское прибыли 204 человека солдат и крестьян Полтавской и Харьковской губерний на поселение в новых местностях. Входило село в Баталпашинский отдел Кубанской области.
В 1950—1956 года село было административным центром Либкнехтовского района (с 1935 по 1950 год административным центром было село Великокняжеское).
В советское время в связи со ссылкой немецкого населения в Казахстан и Сибирь, местность пришла в запустение. 2 ноября 1956 года был упразднён Либкнехтовский район, а значительно опустевшие населённые пункты, в том числе сёла Ольгинское и Великокняжеское, были переданы в состав Невинномысского района.
В 1959 году Невинномысский район был переименован в Кочубеевский, а центр района перенесён из города Невинномысска в село Ольгинское.
На основании решения Ставропольского крайисполкома от 14 марта 1961 года село Ольгинское и село Великокняжеское объединились в один населённый пункт — село Ольгинское. А указом Президиума Верховного Совета РСФСР от 28 апреля 1961 года село Ольгинское переименовано в село Кочубеевское, в честь Ивана Антоновича Кочубея, красного командира, с именем которого связаны блестящие боевые операции в период гражданской войны.
В Ольгинском занимались земледелием и скотоводством. Скот по специальным прогонам доставляли в Москву на осеннюю и весеннюю ярмарки и продавали его под названием черкасский.
К началу революционных событий 1917 года в Ольгинском имелось две школы, пять магазинов, одна монополка, две пивных, два кирпично-черепичных завода полукустарного производства, свыше тысячи дворов.
С советских времён и в настоящее время село Кочубеевское является крупным (по сельским меркам) промышленным центром, представленным такими отраслями как лёгкая промышленность (крупная швейная фабрика и множество небольших пищевых комбинатов), машиностроение (завод АСО, Авторемдизель) и сельское хозяйство.
До 16 марта 2020 года село образовывало упразднённое сельское поселение село Кочубеевское.

## Население
| 1959    | 1970    | 1979    | 1989    | 2002    | 2010    | 2011    | 2012    | 2013    |
| ------- | ------- | ------- | ------- | ------- | ------- | ------- | ------- | ------- |
| 6675    | ↗16 666 | ↗18 755 | ↗22 211 | ↗27 988 | ↘26 835 | ↘26 797 | ↘26 461 | ↘26 361 |
| 2014    | 2015    | 2016    | 2017    | 2018    | 2019    | 2020    | 2021    |         |
| ↘26 070 | ↘25 881 | ↗25 897 | ↘25 840 | ↘25 679 | ↘25 279 | ↘25 043 | ↗26 645 |         |

Второй по численности населённый пункт сельского типа Ставропольского края и одиннадцатый по численности населения сельский населённый пункт в России.
Национальный состав
По итогам переписи населения 2010 года проживали следующие национальности (национальности менее 1 %, см. в сноске к строке «Другие»):
| Национальность | Численность | Процент |
| -------------- | ----------- | ------- |
| Русские        | 22 635      | 84,35   |
| Цыгане         | 677         | 2,52    |
| Армяне         | 614         | 2,29    |
| Украинцы       | 406         | 1,51    |
| Другие         | 2503        | 9,33    |
| Итого          | 26 835      | 100,00  |

## Упразднённое сельское поселение село Кочубеевское
Символика
17 августа 2007 года совет депутатов МО село Кочубеевское утвердил официальные символы сельского поселения — герб, флаг и гимн.
Описание герба: «Герб представляет собой геральдический щит, разделённый по горизонтали на три равные части. Головная часть щита — флаг Ставропольского края. Оконечность пересечена пополам серебристой полоской шириной 1/12 высоты щита, поверх которой изображение железнодорожного полотна, обременённое лазоревым кругом с изображением трёх золотых колосьев. Круг ограничен в нижней части сегментом зубчатого колеса (шестерёнки) золотого цвета. Над кругом на зелёном цвете изображение храма о трёх куполах. Ниже круга в красном поле изображение реки Кубань, в виде извилистой лазоревой полосы, под которой цифры 1866 золотого цвета».
Зелёное и красное поля в оконечности щита ассоциируются с сёлами Ольгинским и Великокняжеским, из которых образовалось село Кочубеевское. Синий, красный и зелёный цвета соотносятся с цветами знамени Кубанского казачьего войска, напоминая о том, что в прошлом упомянутые выше сёла относились к Кубанской области. Изображение железнодорожного полотна символизирует проходящую через Кочубеевское железную дорогу. Храм о трёх куполах — «символ веры в Бога, надежды и чистых помыслов». Круг с тремя колосьями и шестернёй — «символ сплава рабочего и крестьянского труда»:224.
Флаг МО село Кочубеевское представляет собой прямоугольное полотнище в соотношении 2:3, пересечённое на три равные части. Верхняя включает изображение флага Ставропольского края, средняя часть зелёного цвета, нижняя — красная.
Автор герба и флага — художник Е. Г. Миллер:224.

## Инфраструктура
- Дворец культуры. Образован 25 ноября 1971 года[28]
- Дом культуры «Луч». Образован 1 июля 1988 года[29].
- Сельская библиотека № 1. Открыта в 1945 году[30].
- Кинотеатр «Спутник»[31]. Открыт 7 ноября 1960 года[32].
- Межпоселенческая библиотека имени А. В. Рубеля[33]. Основана 27 мая 1938 года[29].
- Кочубеевский районный историко-краеведческий музей. Образован 23 февраля 1973 года[29].
- Спортивный комплекс «Урожай»[34]
- Центральная районная больница[35]. Открыта 9 апреля 1960 года[36]
- Исправительная колония № 1[37][38]
- Исправительная колония № 2[39]
- Профессиональное училище № 203 ФСИН России[40]

## Образование
- Детский сад № 1 «Росинка»[41]
- Детский сад № 3 «Дюймовочка»[42]
- Детский сад № 4 «Чайка». Открыт 1 февраля 1968 года[29]
- Детский сад № 11 «Малыш»[43]
- Детский сад № 12 «Берёзка»[44]
- Детский сад № 21 «Радуга»[45]
- Детский сад № 38 «Гвоздика». Открыт 31 мая 1983 года[29]
- Средняя общеобразовательная школа № 1[46]

Школьный музей «Память». Открыт 23 января 1973 года
- Средняя общеобразовательная школа № 2[48]
- Средняя общеобразовательная школа № 3. Открыта 1 сентября 1972 года[49]
- Средняя общеобразовательная школа № 4[50]. Открыта 1 сентября 1988 года[29].
- Вечерняя (сменная) общеобразовательная школа[51]
- Детская художественная школа[52]
- Детская школа искусств № 1. Открыта в 1965 году[30]
- Детский оздоровительно-образовательный (профильный) центр «Дельфин»[53]
- Детско-юношеская спортивная школа № 1[54]
- Дом детского творчества[55]
- Станция детского и юношеского туризма и экскурсий имени Виталия Федорова[56]
- Станция юных техников[57]
- В окрестностях села находится вертодром «Кочубеевский» № 1 авиационной группы отдельного базирования Второго объединённого авиационного отряда ФСБ России[58]

## Экономика
- Комбинат производственных предприятий «Кочубеевское». Основан 19 января 1968 года как завод железобетонных изделий[29].
- «Хенкель-Баутехник» — завод компании Henkel по производству сухих строительных смесей под торговой маркой Ceresit[59]. Открыт 16 октября 2013 года[29].
- Завод мелкоштучных бетонных изделий ООО «Стройполимер-К». Открыт 1 сентября 2009 года.
- Колхоз-племзавод «Кубань»[60].

В 1929 году на территории сёл Великокняжеское, Рождественское и Ольгинское было создано шесть сельскохозяйственных артелей: «Новая жизнь», «Октябрьская революция», «Перволенинский», «Хлебороб», имени Сталина, «Ленинфельд».
В 1936 году колхозы «Перволенинский» и «Хлебороб» объединились в один — «Червонный прапор», который позднее переименован в «Красное знамя». В 1936 году в него влилась коммуна имени 50-летия Сталина, и колхоз стал называться имени Сталина.
В сентябре 1950 года колхоз имени Сталина и колхоз имени Октябрьской революции объединились в колхоз имени Сталина.
13 октября 1958 года колхоз имени Сталина посетил первый секретарь ЦК КПСС, Председатель Совета Министров СССР Никита Сергеевич Хрущев.
11 ноября 1961 года колхоз имени Сталина был переименован в колхоз имени Октябрьской революции.
В 1991 году на базе колхоза имени Октябрьской революции было создано сельскохозяйственное предприятие «Кубань-1».
В 1999 году СХП «Кубань-1» реорганизовано в сельскохозяйственный производственный кооператив колхоз-племзавод «Кубань».
- Предприятие «Кочубеевский карьер» (производство, добыча, реализация инертных и иных дорожно-строительных материалов; строительство, реконструкция, ремонт, содержание, обслуживание и обустройство автомобильных дорог)[61]. Открыто 26 февраля 1963 года[29].
- Завод «Кочубейагромаш». Открыт 17 апреля 1965 года как Октябрьскоий ремонтный завод[32]

## СМИ
- Районная телерадиостудия[62]
- Газета «Звезда Прикубанья». Первый номер районной газеты «Сталинский путь» вышел 31 марта 1935 года[32]. До 1952 года выходила под названием «Ударник полей»[63].

## Культовые сооружения
- Церковь Успения Пресвятой Богородицы
- Молитвенный дом общины духовных христиан-молокан[64][65]
- Дом молитвы Церкви евангельских христиан-баптистов
- У западной окраины села расположено общественное открытое кладбище площадью 330 007 м². Также имеются три общественных закрытых кладбища: одно, площадью 31 175 м², находится рядом с пересечением улицы Крестьянской с улицей Скрипникова и два, площадью 20 055 м² и 31 403 м², — в районе пересечения переулка Братского с улицей Тенистой[66].

## Люди, связанные с селом
- Гайнулин, Иван Ефимович (1924—1977) — Герой Советского Союза. Окончил курсы механизаторов в Кочубеевском училище механизации. В его честь названа одна из улиц села Кочубеевского[67].
- Ирма Мартенс (1909—2007) — мать известной польской и советской певицы Анны Герман, родилась в селе Великокняжеское в семье голландских немцев-меннонитов, поселившихся в России в екатерининские времена.
- Малашенко Иван Никитович (27.01.1926 — 1986) — старший чабан колхоза имени Сталина Кочубеевского района Ставропольского края, Герой Социалистического Труда[68]. Проживал и похоронен.
- Рябушко, Григорий Максимович (1922—2006) — летчик-штурмовик, Герой Советского Союза. Уроженец села.
- Ирина Синецкая (1978) — боксёрша, чемпионка мира, Заслуженный мастер спорта. Уроженка села.

## Памятники
- Аллея Славы с мемориальными досками в честь героев[32]
- Бюст героя гражданской войны И. А. Кочубея. 1968 год[69]
- Памятный знак в честь участников Великой Отечественной войны[70]
- Памятник В. И. Ленину
- Мемориал воинам-интернационалистам, погибшим в мирное время при исполнении воинского долга. Открыт в 2001 году[71]